# San Tommaso (Soveria Mannelli)
San Tommaso (Santutumasi in dialetto locale) è una frazione del comune di Soveria Mannelli (CZ).

## Etimologia
Il nome "San Tommaso" è derivato da un oratorio, dedicato a San Tommaso d'Aquino, costruito ai primi del Seicento da tale don Tommaso Scaglione, canonico della cattedrale di Martirano..

## Geografia fisica
Il territorio della frazione di San Tommaso si estende principalmente nella parte alta di Soveria Mannelli

## Storia
Verso la fine del XVI secolo il territorio di San Tommaso era soggetto in civilibus et criminalibus alla baronia di Pittarella, mentre dal punto di vista ecclesiastico lo stesso territorio era soggetto alla parrocchia di Pedivigliano. La baronia di Pittarella, alla quale i territori di Soveria erano stati infeudati nel 1592, dagli Scaglione passò nel 1706 ai Matera e fu ereditata da due sorelle, appartenenti a quest'ultimo casato, che avevano sposato rispettivamente un Micciulli e un Passalacqua, dividendosi i beni: ai Micciulli spettò San Tommaso. L'identità di comunità si consolidò, negli anni seguenti, sempre più anche attraverso le vicende legate alla chiesa dedicata a San Michele Arcangelo e al culto della Madonna degli abbandonati.

## Economia e popolazione

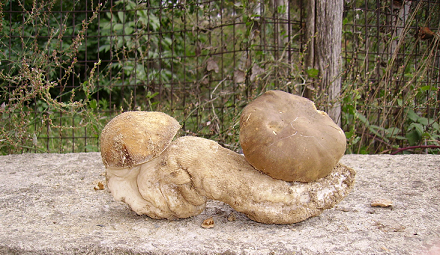
Coppia di funghi porcini, ingrediente pregiato della lavorazione per il confezionamento presso le industrie locali

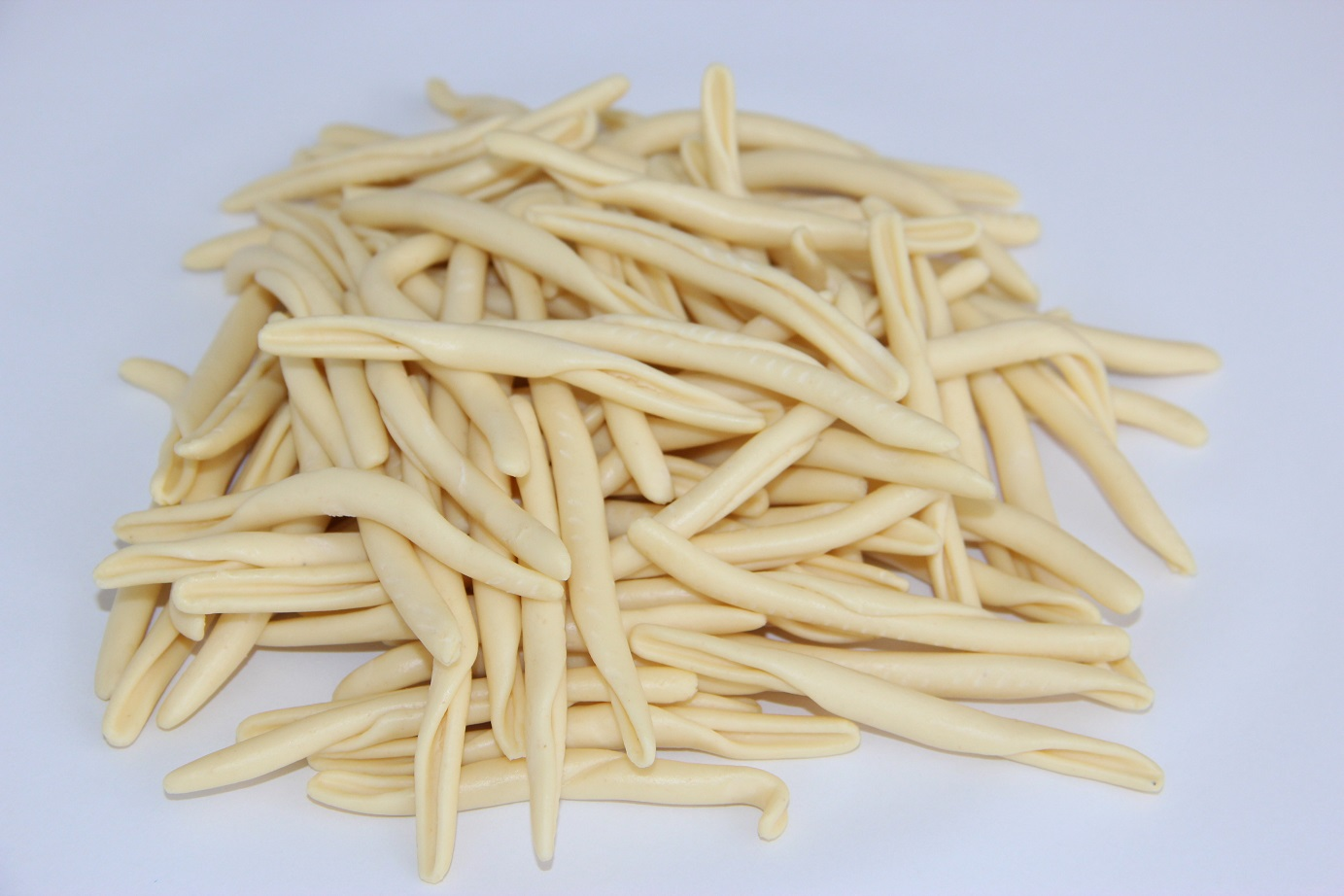
Maccheroncini calabresi, formato di pasta tipico prodotto nel locale pastificio

Sino alla metà del secolo scorso le attività prevalenti erano l'agricoltura diretta e il piccolo artigianato con dimensione non industriale. Successivamente le attività si sono spostate verso il settore impiegatizio (Ospedale Civile, Rubbettino Editore, Scuole e Uffici Comunali). Nel tempo l'attività artigianale di lavorazione dei prodotti del sottobosco e degli alimenti ha assunto una dimensione più strutturata e industriale e sono presenti, sul territorio di San Tommaso, due aziende a carattere industriale per la lavorazione e commercializzazione dei prodotti del sottobosco e un pastificio. Resta comunque da sottolineare che la maggior parte della popolazione risulta non attiva avendo maturato i diritti per le prestazioni pensionistiche. I flussi migratori hanno fortemente interessato il territorio di San Tommaso:
- Verso l'estero (Argentina, Australia, Canada, Stati Uniti d'America, Svizzera) prevalentemente negli anni a partire dalle ultime decadi del 1800 sino alla prima metà del secolo scorso per lavori nei settori dell'agricoltura, pastorizia e artigianato (anche a dimensione industriale).
- Verso l'Italia Settentrionale (Lombardia, Piemonte, Valle d'Aosta) dagli anni 1950 in poi prevalentemente per il settore industriale.
- Verso l'Italia centrale e settentrionale dagli anni 1990 in poi sia per il settore industriale sia per il settore dei servizi e del terziario avanzato.

## Vicende storiche della chiesa di San Michele Arcangelo

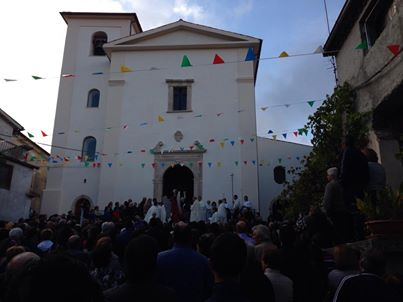
Chiesa parrocchiale San Tommaso dedicata a San Michele

La chiesa di San Michele Arcangelo ha rivestito una notevole importanza nello sviluppo sociale e nel consolidamento delle comunità vissute nei villaggi limitrofi all'odierna Soveria Mannelli. Nel territorio dell'attuale San Tommaso sorgeva già, intorno al 1630, una piccola chiesa di ius patronatus intitolata a San Tommaso d'Aquino la cui costruzione è dovuta al sacerdote Tommaso Scaglione; la proprietà di tale chiesa era della famiglia Scaglione.
La costruzione evidentemente non era abbastanza ampia per soddisfare le esigenze del villaggio dove sorgeva, denominato a quei tempi Fornello probabilmente per la presenza di un forno per pane, che era di circa 500 persone; infatti si legge in una relazione del 1699 di mons. Veraldi che, sotto sua esortazione, è iniziata la costruzione di una chiesa da dedicare a Michele Arcangelo. L'area su cui doveva sorgere la chiesa fu acquistata direttamente dalla popolazione e fu la stessa popolazione ad interessarsi alla costruzione se è vero che ognuno poneva giornalmente almeno una pietra. Da questa vicende si può ben comprendere lo spirito e il forte proposito di costituirsi in comunità. La chiesa, che disponeva anche di un battistero fu completata intorno al 1730 ed estendeva la sua giurisdizione sui villaggi circostanti; essa però dipendeva dal parroco di Pedivigliano anelando contestualmente, però, al riconoscimento di autonomia. L'occasione si presentò intorno al 1735. Il parroco di Pedivigliano destinò a San Tommaso il sacerdote G. Antonio Cardamone che fu poi rimosso dall'incarico. Costui, offeso, incitò il popolo alla rivolta. Nel 1774, dopo esplicita richiesta della popolazione al re, la chiesa divenne parrocchiale. Tra il 1735 e il 1795 dalle relazioni dei vescovi si evince che la popolazione del villaggio è in continuo aumento (nel 1795 pari a 1720 persone) e vi è notizia anche di una confraternita della vergine Maria del rosario. Dal 1774 si tengono i libri ecclesiastici dei battezzati e dei morti e con ciò si può affermare che dall'indipendenza di una chiesa si sia De facto realizzata l'indipendenza di un'intera comunità. Si può far partire la storia recente della chiesa al 1943 quando essa (il campanile era stato già in precedenza danneggiato da un fulmine) fu danneggiata dai bombardamenti alleati durante la seconda guerra mondiale. Con la fine della guerra si provvide a ciò che era stato leso con i fondi che il governo destinava per la riparazione dei danni di guerra. I quadri furono restaurati nel 1955 dal pittore Felice Cerra di Nicastro. Il completo restauro ebbe opera nel 1980 con il parroco Peppino Pileggi. I fondi furono donati da tale Michele Costanzo nato a Soveria Mannelli nel 1905, che, emigrato negli Stati Uniti, vi morì in Pennsylvania nel 1976; la cifra donata, considerevole per l'epoca, era di circa 60.000 dollari.
Nel 1999 l'edificio della chiesa parrocchiale di San Michele è stato chiuso al culto per lavori di restauro; le funzioni religiose si sono comunque tenute presso i locali dell'ex asilo comunale. L'edificio restaurato è stato restituito alla cittadinanza per il culto con inaugurazione svolta nelle giornate del 19 e 20 ottobre 2013.
La chiesa, dedicata a San Michele Arcangelo, è a croce latina, con tre navate di cui la principale centrale, più avanzata, è lunga 17,50 m e le due laterali 12,50 m. Il transetto è largo 12 m. Nell'abside centrale una cupola a tutto sesto. Ornano l'interno della chiesa una serie di dipinti murali dei pittori Diego Grillo e Carmelo Zimatore di Pizzo. All'interno della chiesa è custodita una statua lignea del Santo Patrono San Michele Arcangelo.

## La statua di San Michele Arcangelo: Patrimonio della comunità

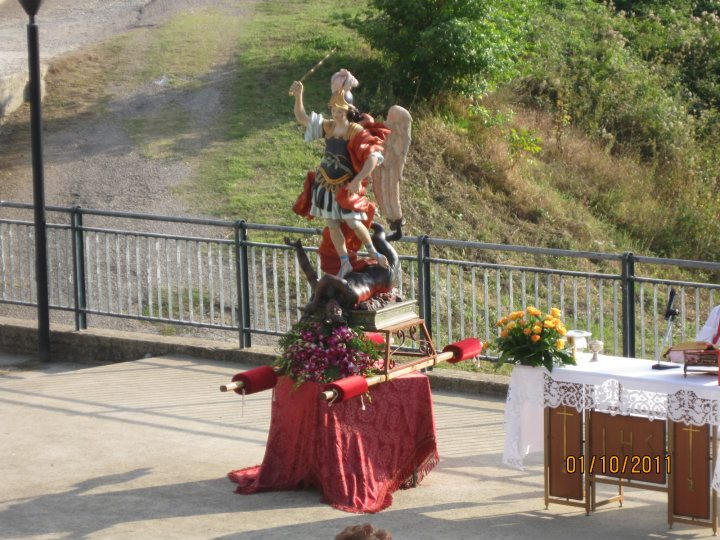
Statua di San Michele Arcangelo (foto scattata in occasione della festa patronale 2011)

La statua, di pregevole fattura, proviene dall'abbazia di Santa Maria di Corazzo. In legno intagliato e dipinto, ha dimensioni di 164 × 70 × 30 cm ed è opera di Francesco Picano, scultore attivo a Napoli dalla fine del 1600 sino alla seconda metà del 1700. Sulla base della statua  è apposta l'iscrizione  “Fecit Franciscus Picano 1723”; tale iscrizione è stata rinvenuta durante un restauro effettuato (luglio 2000). Francesco Picano fu soprattutto maestro intagliatore: i soggetti da lui realizzati sono sempre santi o figure presepiali. Vincenzo Rizzo fa menzione di ulteriori lavori del Picano sulla rivista Antologia di Belle Arti (1985): San Vito (1712), Immacolata Concezione (1737), Immacolata Concezione (1738), due statue lignee raffiguranti San Francesco Saverio e San Vincenzo Ferreri (1739), Vergine Assunta (1739), San Rocco (1741), Immacolata Concezione (1741). Il San Michele che si custodisce in San Tommaso è caratterizzato dagli attributi iconografici consueti per il soggetto rappresentato: la spada e la bilancia; il demonio, ai piedi del santo,  brucia sui carboni ardenti. L'addome del santo è cinto da un fiocco verde mentre i piedi sono circoscritti da una fascia azzurra. Nella mano destra il diavolo afferra una forca. Il manufatto è in un ottimo stato di conservazione anche a seguito dell'intervento di restauro (luglio 2000) mirato alla ricostruzione della cromia originale; infatti, secondo la relazione conservativa degli operatori Bruno Bagalà e Adriana Adamo, l'opera era stata, da un restauro precedente, completamente ridipinta in maniera impropria.
A supporto della relazione degli operatori del restauro del 2000 un'ulteriore iscrizione rilevata sulla base della statua che riporta, come eseguita nel 1950, una ridipintura ad opera di Francesco Laudadio pittore di Rogliano.

## La storia della Madonna degli Abbandonati e della sua festa
È possibile individuare più fasi storiche per le vicende che portarono al culto della Madonna degli Abbandonati.

### 1880-1899 Nascita del culto della Madonna
Intorno al 1880 un contadino di San Tommaso, Raffaele Chiodo, si adoperò per la realizzazione di un'icona in onore di San Michele in località "Mannise" e, in seguito, suo figlio Angelo, resosi conto del sopraggiunto stato di abbandono dell'icona, si adoperò, a sua volta, per la costruzione di una nuova icona da erigere sulla strada di collegamento Soveria-Colosimi-Bianchi-Sila. Il culto della Madonna subentrò a quello di San Michele quando lo stesso Angelo Chiodo rinvenne nelle vicinanze dell'icona da lui eretta un dipinto su lastra di zinco di una Madonna col Bambino e un frate genuflesso; conservò, in un primo momento, il dipinto in un pagliaio e, poiché non se ne trovò il proprietario, lo pose nell'icona.
La vicenda del ritrovamento della lastra abbandonata ebbe come conseguenza l'identificazione popolare del luogo del ritrovamento come "Madonna abbandonata" o "Madonna degli abbandonati". Nel luglio del 1896 la "Madonna abbandonata" compì, per la tradizione popolare, il suo primo miracolo in seguito alle preghiere di Ippolito Caligiuri, detto "Vamparella", che, dopo lunga attesa, ricevette notizie di suo figlio combattente nella guerra di prima guerra D'Africa ritenuto ormai scomparso.

### 1899-1937 La costruzione della chiesa
La vicenda di Ippolito Caligiuri diede l'impulso per la costruzione di una chiesetta. I lavori proseguirono sino al 1937.

### 1937-1987 Consolidamento del culto
Negli anni il culto si è via via mantenuto e consolidato anche attraverso la concomitanza di una fiera durante la celebrazione della festa che si tiene l'ultima domenica di luglio.

### 1987-2012 I lavori di restauro
Nel 1987 sono iniziati i lavori di restauro della chiesa e dell'icona. 
Nel 2012 l'icona e la lastra di zinco originaria furono restaurate.

### Fiera e gastronomia
Storica la fiera di animali che si svolgeva proprio durante le giornate di festa; la fiera, nota in tutta la regione, godeva di ampia considerazione e partecipazione finalizzata allo scambio e l'acquisto degli armenti. Oggi la fiera ha visto diminuire vistosamente la sua importanza, non è più da considerarsi una fiera degli animali ma, tuttavia, rimane viva la tradizione gastronomica attraverso l'organizzazione del "cuattu" ovvero stand gastronomici adibiti alla preparazione di spezzatino di carne o di baccalà e di panini.

## Ricorrenze e tradizioni
Ricorrenze:
- Ultimi sabato/domenica di luglio: Festa della Madonna degli Abbandonati, che si festeggia nell'omonima località e che vede la comunità organizzare anche degli stand gastronomici o in calabrese "u cuattu" con preparazione di panini o di spezzatino di carne e baccalà.
- 29 settembre: Santo Patrono San Michele Arcangelo.
- Periodo Natalizio: "Fochera"(Falò) di Natale presso ex asilo comunale.

### Festa del santo patrono
La ricorrenza religiosa è caratterizzata dalla processione per le vie della frazione della statua del santo. Il percorso tipico è:
- Partenza: Arena civica comunale San Tommaso.
- Andata:Via Falbarelli/Loc.Colicella/Sosta Loc.Pianellucci.
- Ritorno Loc.Pianellucci/Loc.Colicella/Via Angotti/Via Dott.Cimino/Passaggio dietro la chiesa Parrocchiale di San Michele/Sosta davanti al palazzo comunale.
- Ritorno e arrivo presso l'arena civica comunale San Tommaso.

La processione è di solito accompagnate da una banda musicale da parata e dallo sparo di singoli fuochi artificiali; alla sera ai balli e ai canti popolari segue la lotteria e, infine, i fuochi artificiali con effetti di luce.

### Fóchera di Natale
Tipicamente la raccolta della legna da ardere inizia dopo il 18 dicembre e si conclude il 23/24 dicembre. La legna viene poi affastellata e disposta in forma di colonna conica per un'altezza variabile tra i 2 e i 4 metri. In basso vengono disposti i pezzi ricavati dalla parte di tronco più vicina alla radice (poiché si consumano meno rapidamente). La colonna viene mantenuta accesa il 24 dicembre sino alla mattina del 25 e, se non consumata interamente, dopo opportune aggiunte di ulteriore legna, la notte del 31 dicembre sino alla mattina del 1º e la notte del 5 gennaio.

## Luoghi e patrimonio artistico
- Arena civica comunale: Il progetto preliminare per la costruzione fu approvato dalla giunta comunale il 20 maggio 1997 e, in via definitiva, il 31 gennaio 1998. I lavori terminarono il 29 agosto 2003. Con delibera di giunta n.40/2003 l'arena venne dedicata ad Alberto Sordi. L'Arena è il luogo privilegiato per ospitare rappresentazioni teatrali ed eventi e costituisce la base organizzativa delle varie attività della Comunità. Sullo stesso terreno, in occasione della Santa Pasqua, si svolse nel 1947 la rappresentazione della passione di Cristo; in dialetto locale "pigliata".
- Il palazzo appartenente alla famiglia Micciulli.
- Il palazzo appartenente alla famiglia Cimino situato nel centro nella frazione e che negli anni 1930 fu sede di una banca privata.